# Bundestagswahlkreis Jena – Sömmerda – Weimarer Land I
Der Bundestagswahlkreis Jena – Sömmerda – Weimarer Land I (Wahlkreis 190; bis zur Bundestagswahl 2021 Wahlkreis 191) ist ein Wahlkreis in Thüringen. Er umfasst die kreisfreie Stadt Jena, den Landkreis Sömmerda und den Landkreis Weimarer Land ohne die Landgemeinde Grammetal. Die Vorgängerwahlkreise waren die Wahlkreise Sömmerda – Artern – Sondershausen – Langensalza, Kyffhäuserkreis – Sömmerda – Unstrut-Hainich-Kreis II und Kyffhäuserkreis – Sömmerda – Weimarer Land I.
Zur Bundestagswahl 2017 schied der Kyffhäuserkreis aus dem Wahlkreis aus, während die Stadt Jena neu zum Wahlkreis hinzu kam. Die Änderung der Wahlkreiseinteilung wurde dadurch erforderlich, dass Thüringen zur Bundestagswahl 2017 einen Wahlkreis verlor.

## Wahlkreisgeschichte
| Wahl      | Wahlkreisname                                             | Gebiet |
| --------- | --------------------------------------------------------- | --- |
| 1990–1998 | 298 Sömmerda – Artern – Sondershausen – Langensalza       | Landkreis Sömmerda, Landkreis Artern, Landkreis Sondershausen, Landkreis Langensalza |
| 2002      | 192 Kyffhäuserkreis – Sömmerda – Unstrut-Hainich-Kreis II | Landkreis Sömmerda, Kyffhäuserkreis, vom Unstrut-Hainich-Kreis die Gemeinden Mühlhausen, Anrode, Dünwald, Herbsleben, Menteroda, Weinbergen und Unstruttal sowie die Verwaltungsgemeinschaften Bad Tennstedt, Verwaltungsgemeinschaft Hildebrandshausen/Lengenfeld unterm Stein und Schlotheim                                                |
| 2005      | 192 Kyffhäuserkreis – Sömmerda – Weimarer Land I          | Landkreis Sömmerda, Kyffhäuserkreis, vom Landkreis Weimarer Land die Gemeinden Apolda, Bad Berka, Bad Sulza, Blankenhain, Eberstedt, Großheringen, Ködderitzsch, Niedertrebra, Obertrebra, Rannstedt, Saaleplatte und Schmiedehausen sowie die Verwaltungsgemeinschaften Berlstedt, Buttelstedt, Ilmtal-Weinstraße, Kranichfeld und Mellingen |
| 2009–2013 | 191 Kyffhäuserkreis – Sömmerda – Weimarer Land I          | Landkreis Sömmerda, Kyffhäuserkreis, vom Landkreis Weimarer Land die Gemeinden Apolda, Bad Berka, Bad Sulza, Blankenhain, Eberstedt, Großheringen, Ködderitzsch, Niedertrebra, Obertrebra, Rannstedt, Saaleplatte und Schmiedehausen sowie die Verwaltungsgemeinschaften Berlstedt, Buttelstedt, Ilmtal-Weinstraße, Kranichfeld und Mellingen |
| 2017–2021 | 191 Jena – Sömmerda – Weimarer Land I                     | Landkreis Sömmerda, Stadt Jena, vom Landkreis Weimarer Land die Gemeinden Am Ettersberg, Apolda, Bad Berka, Bad Sulza, Ballstedt, Blankenhain, Eberstedt, Ettersburg, Großheringen, Ilmtal-Weinstraße, Niedertrebra, Neumark, Obertrebra, Rannstedt und Schmiedehausen sowie die Verwaltungsgemeinschaften Kranichfeld und Mellingen          |
| ab 2025   | 190 Jena – Sömmerda – Weimarer Land I                     | Landkreis Sömmerda, Stadt Jena, vom Landkreis Weimarer Land die Gemeinden Am Ettersberg, Apolda, Bad Berka, Bad Sulza, Ballstedt, Blankenhain, Eberstedt, Ettersburg, Großheringen, Ilmtal-Weinstraße, Niedertrebra, Neumark, Obertrebra, Rannstedt und Schmiedehausen sowie die Verwaltungsgemeinschaften Kranichfeld und Mellingen          |

## Wahlkreisabgeordnete
| Wahl | Abgeordneter | Abgeordneter      | Partei | Stimmen in % |
| ---- | ------------ | ----------------- | ------ | ------------ |
| 1990 |              | Martin Göttsching | CDU    | 47,9         |
| 1994 |              | Johannes Selle    | CDU    | 43,6         |
| 1998 |              | Gisela Hilbrecht  | SPD    | 39,5         |
| 2002 | 43,0         | Gisela Hilbrecht  | SPD    |              |
| 2005 |              | Peter Albach      | CDU    | 30,9         |
| 2009 |              | Johannes Selle    | CDU    | 33,9         |
| 2013 | 38,5         | Johannes Selle    | CDU    |              |
| 2017 | 29,2         | Johannes Selle    | CDU    |              |
| 2021 |              | Holger Becker     | SPD    | 20,1         |
| 2025 |              | Stefan Schröder   | AfD    | 32,5         |

## Wahlergebnisse

### Bundestagswahl 2025
| Kandidaten                                            | Kandidaten                   | Parteien/Listen     | Erststimmen | Erststimmen | Zweitstimmen | Zweitstimmen |
| Kandidaten                                            | Kandidaten                   | Parteien/Listen     | Stimmen     | %           | Stimmen      | %            |
| ----------------------------------------------------- | ---------------------------- | ------------------- | ----------- | ----------- | ------------ | ------------ |
|                                                       | Stefan Schrödergewählt im WK | AfD                 | 52.003      | 32,5        | 52.020       | 32,5         |
|                                                       | Holger Becker                | SPD                 | 18.734      | 11,7        | 14.496       | 9,0          |
|                                                       | Hendrik Blose                | CDU                 | 29.661      | 18,5        | 27.799       | 17,3         |
|                                                       | Ralph Lenkert                | Die Linke           | 31.247      | 19,5        | 29.918       | 18,7         |
|                                                       | Tim Wagner                   | FDP                 | 3.655       | 2,3         | 4.921        | 3,1          |
|                                                       | Heiko Knopf                  | GRÜNE               | 9.587       | 6,0         | 12.157       | 7,6          |
|                                                       | Corina Engelhardt            | FREIE WÄHLER        | 3.415       | 2,1         | 2.238        | 1,4          |
|                                                       | —                            | Volt                | –           | –           | 1.422        | 0,9          |
|                                                       | Anatole Braungart            | MLPD                | 333         | 0,2         | 239          | 0,1          |
|                                                       | —                            | Bündnis Deutschland | –           | –           | 367          | 0,2          |
|                                                       | Luca Saß                     | BSW                 | 11.453      | 7,2         | 14.704       | 9,2          |
| Gesamt                                                | Gesamt                       | Gesamt              | 160.088     | 100         | 160.281      | 100          |
|                                                       |                              |                     |             |             |              |              |
| Ungültige Stimmen                                     | Ungültige Stimmen            | Ungültige Stimmen   | 1.119       | 0,7         | 926          | 0,6          |
| Wähler                                                | Wähler                       | Wähler              | 161.207     | 83,0        | 161.207      | 83,0         |
| Wahlberechtigte                                       | Wahlberechtigte              | Wahlberechtigte     | 194.202     |             | 194.202      |              |
|                                                       |                              |                     |             |             |              |              |
| Quellen: Die Bundeswahlleiterin, Kandidaten – Stimmen |                              |                     |             |             |              |              |

### Bundestagswahl 2021
| Kandidaten                                            | Kandidaten                  | Parteien/Listen   | Erststimmen | Erststimmen | Zweitstimmen | Zweitstimmen |
| Kandidaten                                            | Kandidaten                  | Parteien/Listen   | Stimmen     | %           | Stimmen      | %            |
| ----------------------------------------------------- | --------------------------- | ----------------- | ----------- | ----------- | ------------ | ------------ |
|                                                       | Mike Mohring                | CDU               | 28.170      | 18,5        | 23.869       | 15,6         |
|                                                       | Torben Braga                | AfD               | 29.578      | 19,4        | 30.263       | 19,8         |
|                                                       | Ralph Lenkert               | DIE LINKE         | 25.741      | 16,9        | 19.505       | 12,8         |
|                                                       | Holger Becker gewählt im WK | SPD               | 30.673      | 20,1        | 34.195       | 22,4         |
|                                                       | Tim Wagner                  | FDP               | 10.686      | 7,0         | 14.070       | 9,2          |
|                                                       | Heiko Knopf                 | GRÜNE             | 14.656      | 9,6         | 16.709       | 11,0         |
|                                                       | Marion Schneider            | Freie Wähler      | 6.018       | 4,0         | 3.712        | 2,4          |
|                                                       | Simon Wagner                | Die PARTEI        | 3.816       | 2,5         | 2.143        | 1,4          |
|                                                       | —                           | NPD               | –           | –           | 544          | 0,4          |
|                                                       | —                           | ödp               | –           | –           | 217          | 0,1          |
|                                                       | —                           | PIRATEN           | –           | –           | 859          | 0,6          |
|                                                       | –                           | V-Partei³         | –           | –           | 140          | 0,1          |
|                                                       | Anatole Tobias Braungart    | MLPD              | 341         | 0,2         | 271          | 0,2          |
|                                                       | Karsten Geschwandtner       | dieBasis          | 2.364       | 1,6         | 2.349        | 1,5          |
|                                                       | —                           | MENSCHLICHE WELT  | –           | –           | 318          | 0,2          |
|                                                       | —                           | Die Humanisten    | –           | –           | 238          | 0,2          |
|                                                       | —                           | Tierschutzpartei  | –           | –           | 2.108        | 1,4          |
|                                                       | —                           | Team Todenhöfer   | –           | –           | 342          | 0,2          |
|                                                       | —                           | Volt              | –           | –           | 723          | 0,5          |
|                                                       | Frank Wycislok              | LKR               | 208         | 0,1         | –            | –            |
| Gesamt                                                | Gesamt                      | Gesamt            | 152.251     | 100         | 152.575      | 100          |
|                                                       |                             |                   |             |             |              |              |
| Ungültige Stimmen                                     | Ungültige Stimmen           | Ungültige Stimmen | 1.912       | 1,2         | 1.588        | 1,0          |
| Wähler                                                | Wähler                      | Wähler            | 154.163     | 77,6        | 154.163      | 77,6         |
| Wahlberechtigte                                       | Wahlberechtigte             | Wahlberechtigte   | 198.697     |             | 198.697      |              |
|                                                       |                             |                   |             |             |              |              |
| Quellen: Die Bundeswahlleiterin, Kandidaten – Stimmen |                             |                   |             |             |              |              |

### Bundestagswahl 2017
| Kandidaten                                            | Kandidaten                  | Parteien/Listen   | Erststimmen | Erststimmen | Zweitstimmen | Zweitstimmen |
| Kandidaten                                            | Kandidaten                  | Parteien/Listen   | Stimmen     | %           | Stimmen      | %            |
| ----------------------------------------------------- | --------------------------- | ----------------- | ----------- | ----------- | ------------ | ------------ |
|                                                       | Johannes Sellegewählt im WK | CDU               | 44.684      | 29,2        | 42.092       | 27,4         |
|                                                       | Ralph Lenkert               | DIE LINKE         | 32.680      | 21,4        | 28.312       | 18,5         |
|                                                       | Christoph Matschie          | SPD               | 21.668      | 14,2        | 19.150       | 12,5         |
|                                                       | Denny Jankowski             | AfD               | 29.451      | 19,3        | 30.426       | 19,8         |
|                                                       | Olaf Müller                 | GRÜNE             | 7.544       | 4,9         | 9.497        | 6,2          |
|                                                       | Jan Siegemund               | FDP               | 8.939       | 5,8         | 13.310       | 8,7          |
|                                                       | Andreas Weise               | Freie Wähler      | 5.612       | 3,7         | 2.815        | 1,8          |
|                                                       | Marion Schneider            | Einzelbewerberin  | 1.550       | 1,0         | –            | –            |
|                                                       | Michael Gruner              | Einzelbewerber    | 556         | 0,4         | –            | –            |
|                                                       | Ilka May                    | Einzelbewerberin  | 211         | 0,1         | –            | –            |
|                                                       | —                           | NPD               | –           | –           | 1.660        | 1,1          |
|                                                       | —                           | Piraten           | –           | –           | 790          | 0,5          |
|                                                       | —                           | ÖDO               | –           | –           | 653          | 0,4          |
|                                                       | —                           | MLPD              | –           | –           | 164          | 0,1          |
|                                                       | —                           | BGE               | –           | –           | 641          | 0,4          |
|                                                       | —                           | DM                | –           | –           | 531          | 0,3          |
|                                                       | —                           | Die Partei        | –           | –           | 2.841        | 1,9          |
|                                                       | —                           | V-Partei³         | –           | –           | 474          | 0,3          |
| Gesamt                                                | Gesamt                      | Gesamt            | 152.895     | 100         | 153.356      | 100          |
|                                                       |                             |                   |             |             |              |              |
| Ungültige Stimmen                                     | Ungültige Stimmen           | Ungültige Stimmen | 2.315       | 1,5         | 1.854        | 1,2          |
| Wähler                                                | Wähler                      | Wähler            | 155.210     | 76,4        | 155.210      | 76,4         |
| Wahlberechtigte                                       | Wahlberechtigte             | Wahlberechtigte   | 203.210     |             | 203.210      |              |
|                                                       |                             |                   |             |             |              |              |
| Quellen: Die Bundeswahlleiterin, Kandidaten – Stimmen |                             |                   |             |             |              |              |

### Bundestagswahl 2013
| Kandidaten                             | Kandidaten                   | Parteien/Listen   | Erststimmen | Erststimmen | Zweitstimmen | Zweitstimmen |
| Kandidaten                             | Kandidaten                   | Parteien/Listen   | Stimmen     | %           | Stimmen      | %            |
| -------------------------------------- | ---------------------------- | ----------------- | ----------- | ----------- | ------------ | ------------ |
|                                        | Johannes Selle gewählt im WK | CDU               | 54.350      | 43,3        | 49.099       | 39,1         |
|                                        | Kersten Steinke              | Die Linke         | 33.239      | 26,5        | 30.821       | 24,5         |
|                                        | Steffen-Claudio Lemme        | SPD               | 21.469      | 17,1        | 19.365       | 15,4         |
|                                        | Patrick Kurth                | FDP               | 2.253       | 1,8         | 3.672        | 2,9          |
|                                        | Nicol Pfefferlein            | GRÜNE             | 3.948       | 3,1         | 4.734        | 3,8          |
|                                        | Patrick Weber                | NPD               | 5.609       | 4,5         | 4.645        | 3,7          |
|                                        | Klaus Jürgen Sommerfeld      | PIRATEN           | 4.551       | 3,6         | 3.071        | 2,4          |
|                                        | —                            | ÖDP               | –           | –           | 655          | 0,5          |
|                                        | —                            | REP               | –           | –           | 302          | 0,2          |
|                                        | —                            | MLPD              | –           | –           | 146          | 0,1          |
|                                        | —                            | AfD               | –           | –           | 7.199        | 5,7          |
|                                        | —                            | FREIE WÄHLER      | –           | –           | 1.914        | 1,5          |
| Gesamt                                 | Gesamt                       | Gesamt            | 125.419     | 100         | 125.623      | 100          |
|                                        |                              |                   |             |             |              |              |
| Ungültige Stimmen                      | Ungültige Stimmen            | Ungültige Stimmen | 2.487       | 1,9         | 2.283        | 1,8          |
| Wähler                                 | Wähler                       | Wähler            | 127.906     | 66,9        | 127.906      | 66,9         |
| Wahlberechtigte                        | Wahlberechtigte              | Wahlberechtigte   | 191.261     |             | 191.261      |              |
|                                        |                              |                   |             |             |              |              |
| Quellen: Der Bundeswahlleiter, Stimmen |                              |                   |             |             |              |              |

### Bundestagswahl 2009
| Direktkandidat        | Partei         | Erststimmen in % | Zweitstimmen in % |
| --------------------- | -------------- | ---------------- | ----------------- |
| Johannes Selle        | CDU            | 33,9             | 31,5              |
| Kersten Naumann       | LINKE          | 31,4             | 30,1              |
| Steffen-Claudio Lemme | SPD            | 18,1             | 17,2              |
| Patrick Kurth         | FDP            | 7,8              | 10,0              |
| Janet Lutz            | GRÜNE          | 4,6              | 4,8               |
| Patrick Weber         | NPD            | 3,9              | 3,5               |
| —                     | PIRATEN        | —                | 2,0               |
| Bodo Rothe            | Einzelbewerber | 0,8              | —                 |
| —                     | REP            | —                | 0,4               |
| —                     | ödp            | —                | 0,3               |
| —                     | MLPD           | —                | 0,1               |

### Bundestagswahl 2005
| Direktkandidat  | Partei      | Erststimmen in % | Zweitstimmen in % | Bundestagswahl 2002 Zweitstimmen in % |
| --------------- | ----------- | ---------------- | ----------------- | ------------------------------------- |
| Dorothea Marx   | SPD         | 29,5             | 28,5              | 40,2                                  |
| Kersten Naumann | LINKE       | 27,2             | 26,8              | 16,7                                  |
| Peter Albach    | CDU         | 30,9             | 26,6              | 29,7                                  |
| Heinz Untermann | FDP         | 5,0              | 8,0               | 6,1                                   |
| Patrick Weber   | NPD         | 4,5              | 4,1               | 0,9                                   |
| Bärbel Seifert  | GRÜNE       | 2,9              | 4,0               | 3,5                                   |
| —               | GRAUE       | —                | 0,9               | 0,4                                   |
| —               | REP         | —                | 0,8               | 1,0                                   |
| —               | MLPD        | —                | 0,3               | —                                     |
| —               | Offensive D | —                | —                 | 1,4                                   |